# Dicranomyia subredundans
Dicranomyia subredundans är en tvåvingeart som först beskrevs av Alexander 1975.  Dicranomyia subredundans ingår i släktet Dicranomyia och familjen småharkrankar.
Artens utbredningsområde är Nigeria. Inga underarter finns listade i Catalogue of Life.